# Jan de Haan (architect)
Jan de Haan (Amsterdam, 10 februari 1845 – aldaar, 1 februari 1920) was een Nederlands architect, maar ook steenhouwer en uitgever.
Hij was zoon van timmerman Jan Cornelis de Haan en Herremeijntje ten Hope. Broer Albertus Jacobus (Bep) werd aannemer binnen het concern Cerlijn & de Haan, bouwer van de Stadsschouwburg (1892-1894), een hoofdkantoor van de Staatsspoorwegen in Utrecht (1893-1895). en Hoofdpostkantoor (1895-1999) in Amsterdam. Jan de Haan trouwde met Jenny Louise Gallay, dochter van Doetinchemse architect Jean Simon Gallay, en na haar overlijden met Sara Elizabeth Wittebrood. Zijn laatste jaren woonde hij aan de Alexander Boersstraat te Amsterdam. Hij werd begraven op de Nieuwe Oosterbegraafplaats in Watergraafsmeer.
De Haan voerde tussen 1878 en 1882 de vennootschap De Haan & Avis met steenhouwer/makelaar Cornelis Avis. Ze verzorgden onder meer architectuur, steenhouwerij en schoorsteenmantels.
Hij was tussen 1886 en 1915 schrijver in en redacteur van Vademecum der Bouwvakken; een van de bladen die de mede door hem opgerichte uitgeverij 'Uitgeversmaatschappij Vademecum' uitbracht. Andere bladen hadden titels als Geïllustreerde bladen, Bouwfragmenten en Decoratie-motieven.
De Haan had als architect en steenhouwer affiniteit met de neorenaissancestijl. Die stijl is in bouwwijze en beelden terug te vinden in twee Amsterdamse gebouwen die als gemeentelijk monument zijn aangewezen:
- Stadhouderskade 130-134, Amsterdam,
- Leidsekade 68-69, Amsterdam met beelden van Johannes Franse.